# Karl Georg von Hoym

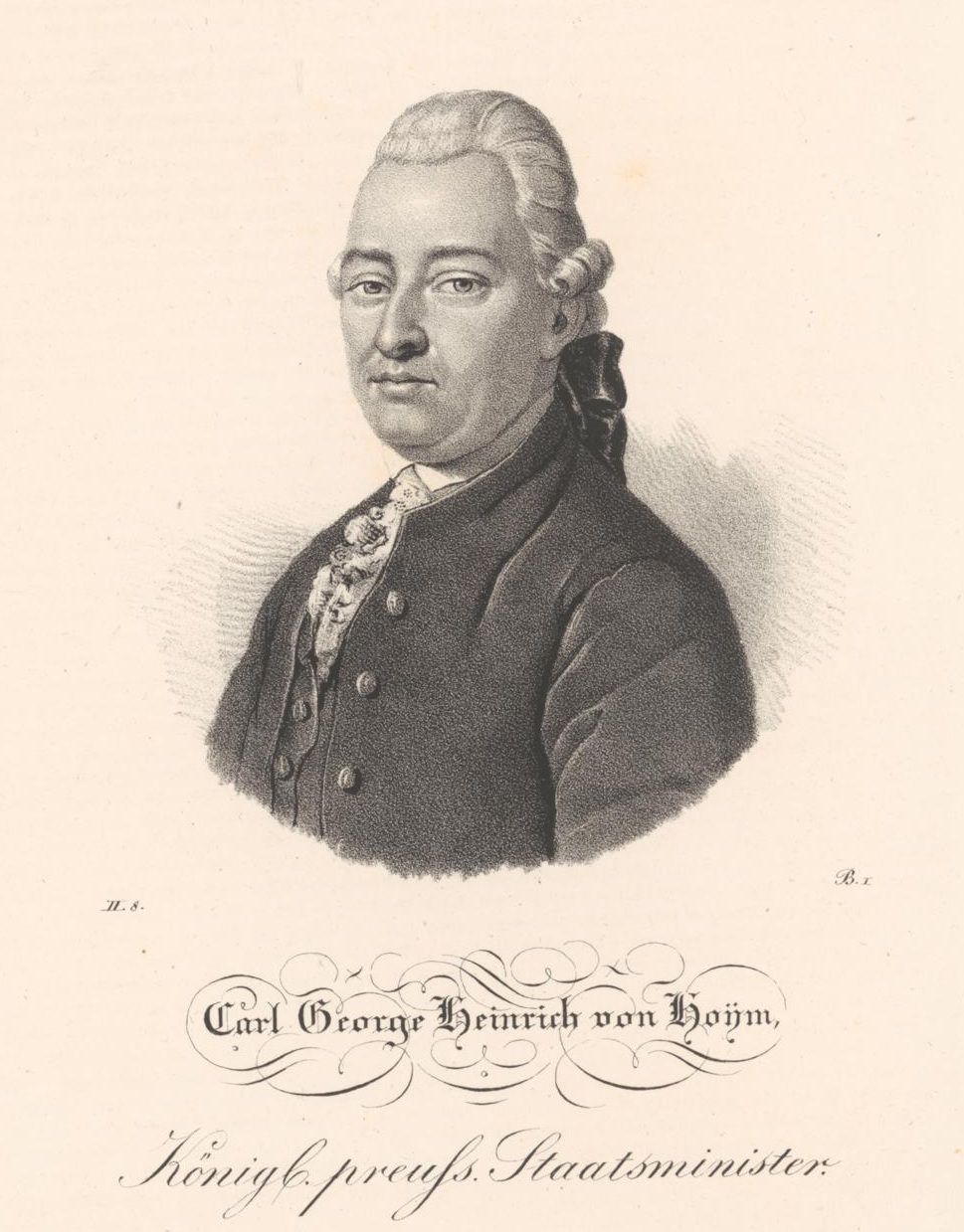
Karl Georg von Hoym

Karl Georg Heinrich von Hoym (ur. 20 sierpnia 1739 w Pobłociu, zm. 26 października 1807 w Brzegu Dolnym) – minister Śląska i Prus Południowych.

## Życiorys

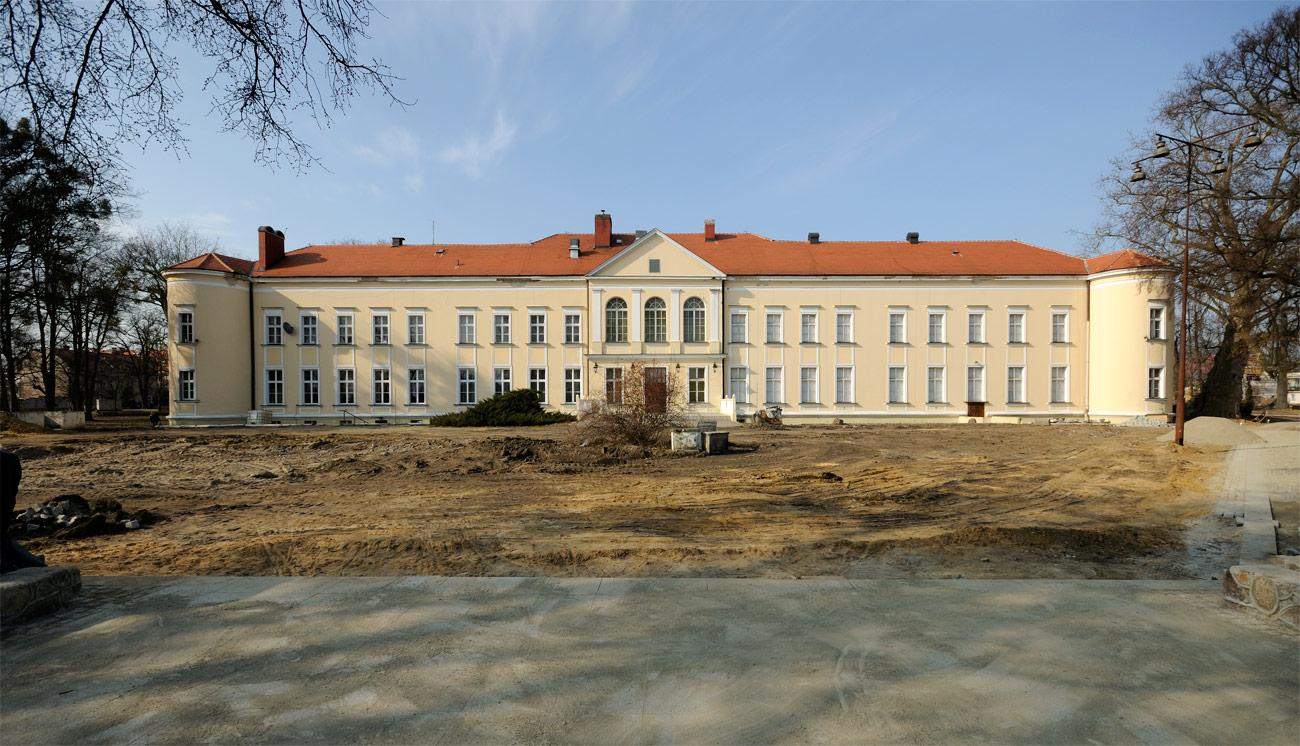
Pałac von Hoymów w Brzegu Dolnym

Urodził się w Pobłociu (niem. Poblotz) w 1739 r. jako syn Bogislawa von Hoyma, pana na Poblotz i jego żony Augusty Henrietty z domu Wobeser. Jego ojciec służył w stopniu podporucznika w I wojnie śląskiej, podczas której zmarł w 1741 r. Rok później zmarła także jego matka, a młody Karl Georg znalazł się pod opieką Heinricha von Podewilsa, który wychowywał go razem ze swoimi synami.
Po ukończeniu Collegium Fridericianum w Królewcu, rozpoczął w 1758 r. studia prawnicze na Uniwersytecie Viadrina we Frankfurcie nad Odrą. Interesował się wtedy nauką języków obcych. W lipcu 1761 r. przybył do Wrocławia z zamiarem wstąpienia do regimentu kirasjerów dowodzonych przez gen. Gustava Albrechta von Schlabrendorfa, jednak nie został do nich przyjęty ze względu na zły wygląd. Następnie został skierowany przez Schlabrendorfa do jego brata Ernsta Wilhelma, który zatrudnił go 8 sierpnia 1761 r. na stanowisku referendarza w śląskiej kamerze wojen i domen.
Po względnie krótkim okresie pracy, awansował w kamerze wojen i domen na stanowisko drugiego dyrektora w marcu 1767 r. W tym samym roku poślubił baronównę Antonię Louise von Dyhrn und Schönau. Niedługo potem poznał króla Fryderyka II Wielkiego, który ustanowił go w 1769 r. prezydentem rządu w Kleve. W 1770 r. powrócił na Śląsk, gdzie objął funkcję ministra do spraw tej pruskiej prowincji.
Po II rozbiorze Polski i utworzeniu prowincji Prusy Południowe w 1793 r. został jej namiestnikiem. Jego rządy cechowały tam zbytni despotyzm i biurokratyzacja, co było krytykowane przez Hansa von Helda.
Po III rozbiorze Polski dobra duchowne, starostwa i inne królewszczyzny na podstawie deklaracji króla pruskiego Fryderyka Wilhelma II z 28 lipca 1796 r. przeszły na własność skarbu pruskiego, a król hojnie rozdawał je swym dygnitarzom i generałom. Karl Georg von Hoym otrzymał starostwo guzowskie, lecz wyraził zgodę na sprzedanie dóbr ich dotychczasowej właścicielce, Pauli Ogińskiej, matce Feliksa Łubieńskiego. Był także właścicielem majątków w okolicach Brzegu Dolnego i Kielc.
Po pokoju w Tylży von Hoym przeszedł na emeryturę i zmarł 26 października 1807 r. w swojej posiadłości w Brzegu Dolnym pod Wrocławiem.